# Antônio Rocha Magalhães
Antônio Rocha Magalhães é um professor e economista brasileiro. Nascido em Canindé, tem doutorado em Economia pela Universidade de São Paulo e desenvolve distinguida trajetória nos campos do planejamento urbano e regional, desenvolvimento sustentável e ambientalismo.

## Biografia
Foi secretário de Planejamento do Ceará (1987-1989), quando contribuiu para a criação da Superintendência Estadual do Meio Ambiente do Ceará e do Comitê Estadual do Meio Ambiente. Foi assessor especial para assuntos do Nordeste no governo Sarney (1985-1990), secretário-executivo do Ministério do Planejamento, Orçamento e Gestão (1992-1993), conselheiro do BNDES (1994), principal delegado do Banco Mundial no Brasil (2004-2007), membro do International Research Institute on Climate Prediction baseado na Universidade de Columbia, colaborador do Painel Intergovernamental sobre Mudanças Climáticas (IPCC), membro do Comitê Científico do Programa das Nações Unidas para o Meio Ambiente, e presidente do Comitê de Ciência e Tecnologia da Convenção das Nações Unidas para Combate à Desertificação e Mitigação dos Efeitos de Secas (2012-2013). Foi professor visitante na Universidade do Texas em Austin (1995-1996) e lecionou na Universidade Federal do Ceará.

## Pesquisa climática
Tem desenvolvido importantes pesquisas e coordenado projetos em desenvolvimento sustentável e proteção ambiental das regiões secas brasileiras. Foi um dos organizadores das conferências internacionais de desenvolvimento sustentável que prepararam para as Conferências das Nações Unidas sobre o Meio Ambiente e o Desenvolvimento de 1992 (ECO-92) e 2012 (Rio+20). Coordenou o Projeto Áridas (1994), que estabeleceu uma metodologia para planejamento sustentável das regiões áridas do Brasil, o Plano de Desenvolvimento Sustentável do Estado do Ceará (1995), e foi diretor da II Conferência Internacional sobre Clima, Sustentabilidade e Desenvolvimento em Regiões Semiáridas (2010). Atualmente é colaborador do Centro de Pesquisa Avançada de Houston, que produz conhecimento sobre problemas de energia, ar e água, coordenador de Estudos do Centro de Gestão e Estudos Estratégicos do Ministério da Ciência, Tecnologia e Inovação, e um dos coordenadores do Comitê Científico do Painel Brasileiro de Mudanças Climáticas, tendo participado do Grupo de Trabalho 2 (Impactos, Vulnerabilidade e Adaptação) na elaboração do 1º Relatório do PBMC.
Magalhães tem grande bibliografia publicada e amplo reconhecimento nacional e internacional, e segundo Margareth Carvalho, do Núcleo de Recursos Hídricos e Meio Ambiente da Fundação Cearense de Meteorologia e Recursos Hídricos, "o Dr. Antônio Rocha Magalhães tem trazido as Terras Secas para o centro do debate da conservação ambiental. Tem sido um incessante defensor na mudança de paradigma na Política de Secas: de uma gestão reativa para uma gestão proativa". Recebeu junto com a equipe do IPCC o Prêmio Nobel da Paz (2007); o Prêmio Mitchell de Desenvolvimento Sustentável (Estados Unidos, 1991), a Ordem do Mérito da França (2012) em reconhecimento do seu trabalho sobre as regiões secas, recebeu uma medalha no Encontro Intercontinental Sobre a Natureza (2015) e a Medalha Ambientalista Joaquim Feitosa (2017) do comitê cearense da Reserva da Biosfera da Caatinga pela sua relevante contribuição à sustentabilidade e à preservação da caatinga. Na ocasião o secretário do Meio Ambiente do Ceará, Artur Bruno, destacou o seu papel na luta "para melhorar as condições de vida no semiárido nordestino. [...] Rocha Magalhães, como pesquisador e pensador, ajudou o Governo do Estado a refletir sobre as causas da pobreza, do atraso e do subdesenvolvimento no Ceará".

## Obra
- Algodão Nordestino: Mercado Nacional e Internacional, (1967),[15]
- Desenvolvimento e Meio Ambiente no Semi-árido: Discursos e Exposições Especiais, (1992),[16]
- Infância e Desenvolvimento: Desafios e Propostas, (1993),[17]
- Sustainable Development: Implications for World Peace, (1997),[18]